# Марек Губерат
Марек Губерат (пол. Marek S. Huberath), при народженні Губерт Гараньчик (пол. Hubert Harańczyk, 24 квітня 1954) — польський письменник-фантаст та вчений-фізик. Він працює в Інституті Фізики Ягеллонського університету, займається проблемами біофізики та фізики твердого тіла, та є доктором габілітованим.

## Біографія
Губерт Гараньчик (справжнє ім'я Марека Губерата) народився у Кракові. Він закінчив Ягеллонський університет, після чого працює в Інституті Фізики рідного університету, займаючись проблематикою біофізики та фізики твердого тіла, зокрема вивченням структури води, механізмами розвитку утворення ліпідних наноструктур, а також опору тканин живих організмів на дію низьких температур та дегідратацію (зокрема, на прикладі антарктичних лишайників та членистоногих). Має ступінь доктора габілітованого.

## Літературна творчість
Літературну творчість Марек Губерат розпочав у кінці 80-х років XX століття. У 1987 році на сторінках журналу «Fantastyka» опубліковане його перше оповідання «Ти повенувся, Снеоґґ, я ннаю…» (пол. Wrocieeś Sneogg, wiedziaam...), у якому описуються жахи суспільства, яке пережило ядерну війну. Це оповідання виграло II конкурс журналу, в якому було вперше опубліковане. Першою збіркою автора стала книга «Останні, хто вийшли з раю» (пол. Ostatni, którzy wyszli z Raju), яка вийшла друком у 1996 році. Марек Губерат пише переважно в стилі інтелектуальної наукової фантастики, проте з великим впливом гуманістичної фантастики. У своїх творах письменник піднімає низку філософських, релігійних та моральних тем, що дало можливість низці літературних оглядачів зарахувати його творчість до напрямку «католицької фантастики». Найвідомішим твором автора є роман «Гніздо світів», який вийшов у 1999 році, який можна зарахувати як до жанру фантастичного детективу, так і до химерного роману. Серед інших відомих творів автора є оповідання «Більше покарання» (пол. Kara większa) та романи «Другий портрет у алебастрі» (пол. Druga podobizna w alabastrze), «Міста під Скелею» (пол. Miasta pod Skałą), «Vatran Auraio», і «Портал, прикрашений статуями» (пол. Portal zdobiony posągami).

## Особисте життя
Марек Губерат одружений, є любителем подорожей, альпінізму та ентомологом-аматором.

## Премії та нагороди
Марек Губерат є лауреатом премії «Шльонкфа» як «Творець року» (у 1996 і 1999 році), триразовим лауреатом премії імені Януша Зайделя (1991, 1997, 1999 роки) та Премії «Срібний глобус» (1999 рік).

## Переклади
Твори Марека Губерата перекладені англійською та російською мовами.

## Твори

### Романи та повісті
- 1991 — Kara większa (Більше покарання)
- 1996 — Ostatni, którzy wyszli z raju (Останні, хто вийшли з раю)
- 1997 — Druga podobizna w alabastrze (Другий портрет у алебастрі)
- 1999 — Gniazdo światów (Гніздо світів)
- 2005 — Miasta pod Skałą (Міста під Скелею)
- 2011 — Vatran Auraio
- 2012 — Portal zdobiony posągami (Портал, прикрашений статуями)

### Оповідання
- 1987 — Wrócieeś Sneogg, wiedziaam… (Ти повенувся, Снеоґґ, я ннаю…)
- 1992 — Absolutny powiernik Alfreda Dyjaka (Абсолютний повірений Альфреда Дияка)
- 1993 — Spokojne, słoneczne miejsce lęgowe (Сонячна, сонячна галявина)
- 1994 — Maika Ivanna (Майка Іванна)
- 1996 — Kilka uwag do definicji istoty żywej (Кілька застережень щодо існування живої істоти)
- 1996 — Kocia obecność (Присутність котів)
- 1996 — Trzy kobiety Dona (Три жінки Дона)
- 2006 — Akt szkicowany ołówkiem (Ню, ескіз олівцем)
- 2006 — Balsam długiego pożegnania (Бальзам тривалої розлуки)
- 2006 — K. miał zwyczaj… (К. мав звичку…)
- 2006 — Trzeba przejść groblą (Треба перейти через греблю)

### Збірки
- 1996 — Ostatni, którzy wyszli z raju (Останні, хто вийшли з раю)
- 1997 — Druga podobizna w alabastrze (Другий портрет у алебастрі)
- 2006 — Balsam długiego pożegnania (Бальзам тривалої розлуки)
- 2011 — Vatran Auraio